# قیچی آیریس

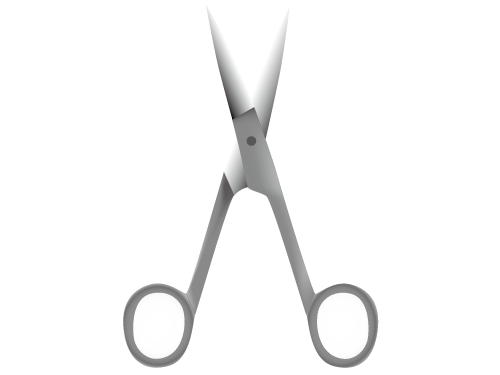
این قیچی آیریس است که به انگلیسی lris scissors می‌گویند و برایبرش زدن بافت‌های نازک و ظریف به کار می‌رود و در جراحی‌های پلاستیک به کار می‌رود مانند چشم و نیز عروق.

قیچی آیریس (به انگلیسی: Iris scissors) جهت برش زدن بافت‌های ظریف در جراحی‌های چشم و نیز عروق و پلاستیک کاربرد دارد.